# Мумия (фильм, 1999)
«Му́мия» (англ. The Mummy) — американский приключенческий боевик 1999 года сценариста и режиссёра Стивена Соммерса. Это ремейк одноимённого фильма 1932 года с Бренданом Фрэйзером, Рэйчел Вайс, Джоном Ханной и Арнольдом Вослу в главных ролях. Фильм рассказывает об авантюристе Рике О’Коннелле, когда он едет в Хамунаптру, город мёртвых, с библиотекарем и её старшим братом, где они случайно пробуждают Имхотепа, проклятого первосвященника со сверхъестественными способностями.
Разработка заняла годы, с несколькими сценариями и режиссёрами. В 1997 году Соммерс успешно представил свою версию более авантюрного и романтического взгляда на исходный материал. Съёмки проходили в Марокко и Великобритании; съемочная группа пережила обезвоживание, песчаные бури и стрельбу змей на месте в пустыне Сахара. Industrial Light & Magic предоставила многие визуальные эффекты, сочетая живые кадры и компьютерные изображения для создания титульного монстра. Музыку написал Джерри Голдсмит.
Фильм был выпущен 7 мая 1999 года. Несмотря на смешанные отзывы от критиков, он имел коммерческий успех и заработал более 416,4 миллионов долларов по всему миру при бюджете в 80 миллионов долларов. Успех фильма породил два прямых сиквела: «Мумия возвращается» (2001) и «Мумия: Гробница императора драконов» (2008). Он также привёл к спин-оффам, таким как мультсериал и приквел «Царь скорпионов» (2002), который породил свои собственные продолжения. Попытки перезагрузить франшизу и запустить новую медиафраншизу привели к фильму 2017 года.

## Сюжет
В древнеегипетском городе Фивы в XIII веке до н. э. верховный жрец и хранитель мёртвых Имхотеп тайно встречается с наложницей фараона Сети I по имени Анк-су-намун. Застигнутые фараоном, они быстро убивают его. Анк-су-намун, чтобы спасти любимого от гнева меджаев, стражей фараона, предстаёт единственной виновницей и совершает самоубийство. Имхотеп под покровом ночи тайно похищает её тело и вместе со своими верными жрецами направляется к городу мёртвых и главной сокровищнице Египта, Хамунаптре, чтобы провести церемонию воскрешения, несмотря на риск навлечь на себя гнев богов. Используя извлечённую из святилища чёрную Книгу Мёртвых и пять священных каноп с органами Анк-су-намун, Имхотепу удаётся вернуть её душу из потустороннего мира, но меджаи, следившие за Имхотепом и его сторонниками, не позволяют довести обряд до конца и душа Анк-су-намун возвращается в потусторонний мир. В наказание за это непростительное святотатство, жрецов Имхотепа мумифицируют заживо, а самого же Имхотепа приговаривают к «Хом-Дай», страшнейшей из древних казней, настолько ужасной, что раньше её никогда не применяли: Имхотепу полностью отрезают язык и погребают его заживо в саркофаге под статуей бога смерти и темноты Анубиса, обрекая на вечные муки. Меджаи и их потомки поставили себе задачу не допустить возвращения Имхотепа из мёртвых, ибо если это случится, то обладая вековой силой, могуществом древних песков и славой непобедимости, Имхотеп обрушит на Землю и всё человечество волну смерти и уничтожения.
В 1923 году американский капитан Рик О’Коннелл служит в отряде Французского Иностранного легиона на территории Хамунаптры, не подозревая о зле, что таится под ней. На город нападают арабы, командир отряда Французского Иностранного легиона уезжает из города и оставляет Рика во главе отряда. О’Коннелл ведёт своих товарищей-легионеров к успешному уничтожению многих арабов, но по мере того, как битва продолжается, арабы убивают все больше и больше легионеров, пока только О’Коннелл и другой легионер, человек по имени Бени Габор, не выживают. Бени спасается, закрывшись в убежище, при этом намеренно бросив О’Коннелла погибать. О’Коннелл расстреливает многих арабов из своих пистолетов, но оказывается в меньшинстве, как только его пули заканчиваются. Арабы загоняют его в угол, но не могут стрелять, так как их лошади испуганы чем-то в песке; с этим арабы покидают Хамунаптру, оставляя О’Коннелла в одиночестве, чтобы столкнуться с тем, что находится в песке, пока движения в песке не прогонят его. Убегая в пустыню, О’Коннелл замечает группу людей на лошадях, наблюдающих за ним на расстоянии, Меджаев, которые решают не убивать его, а позволяют ему уйти в пустыню, считая, что он там не выживет.
Три года спустя, Рик оказывается в плену и ожидает казни, но его вызволяют библиотекарь Эвелин «Иви» Карнахан и её брат Джонатан, чтобы узнать путь к древнему городу мёртвых.
По пути к цели путники встречают американскую группу охотников за сокровищами, ведомую Бени Габором, дезертиром из отряда Рика. В Хамунаптре меджаи под предводительством Ардета Бея нападают на искателей сокровищ. После боя лидер меджаев требует у обеих групп кладоискателей, чтобы они покинули город, предупреждая об опасностях, что таятся здесь. Однако, экспедиции продолжают раскопки и обнаруживают саркофаг, Книгу Мёртвых и канопы с сохранившимися органами Анк-су-намун. Из любопытства Эвелин читает вслух страницу древней книги и, не зная того, пробуждает Имхотепа. Чтобы завершить начатое и воссоединиться с Анк-су-намун, ожившая мумия, неся Десять казней египетских, желает переродиться и преследует участников экспедиции, потревоживших её покой, в чём ему помогает Бени (переживший встречу с Имхотепом, произнеся молитвы на иврите, а евреи, как вспомнил Имхотеп, были рабами в Египте), рассчитывая на щедрое вознаграждение.
В поисках способа остановить Имхотепа Рик, Эвелин и Джонатан встречаются с Ардетом в Каирском музее древностей, где также выясняется, что куратор музея, доктор Терренс Бэй, также является членом ордена меджаев. Ардет выдвигает гипотезу, что Имхотеп хочет воскресить Анк-су-намун снова и планирует сделать это, принеся в жертву Эвелин. Эвелин считает, что если Книга Мёртвых вернула Имхотепа к жизни, то Золотая Книга Амон-Ра может убить его снова, и выводит местонахождение книги — она спрятана под статуей Гора, бога неба. Имхотеп загоняет в угол группу с армией зомбированных рабов. Эвелин соглашается сопроводить Имхотепа, если он пощадит остальных. Однако Имхотеп нарушает своё слово и велит зомби-рабам убить остальных, но те спасаются благодаря пожертвовавшему собой доктору Бэю.
Имхотеп, Эвелин, и Бени вернулись к Хамунаптре, преследуемые Риком, Джонатаном и Ардетом. Имхотеп готовится принести в жертву Эвелин, но она спасается после напряженной битвы Рика с мумифицированными жрецами и солдатами Имхотепа. Когда Эвелин читает из книги Амона-Ра, Имхотеп снова становится смертным, не осознавая этого. Разъярённый злодей бросается на Рика, но тот смертельно ранит его колющим ударом меча в живот. Держась за рану, Имхотеп оступается и входит в резервуар душ. Быстро разлагаясь, Имхотеп опять покидает мир живых, но клянётся жестоко отомстить и заявляет, что «Смерть — это только начало».
Собрав сокровища Хамунаптры, Бени не удерживается и идёт снова за золотом. На обратном пути он случайно активирует древнюю ловушку (механизм самоуничтожения) и становится добычей плотоядных скарабеев, которые съедают его в мгновение ока. Рик, Джонатан и Эвелин выбираются из Хамунаптры, и город мёртвых обращается в песчаные руины. К ним подходит и Ардет Бей, который успел выбраться и говорит героям, что победив Имхотепа, они заработали уважение и благодарность меджаев. Благословив их именем великого Аллаха, Ардет уезжает к своим людям, в то время как Джонатан жалуется, что придётся возвращаться с пустыми руками, но Рик так не считает, ведь он нашёл своё сокровище — Эвелин: Рик и Эвелин сливаются в поцелуе любви. Трио выживших героев уезжают в закат на верблюдах, не зная, что жадный Бени под завязку набил мешки сокровищами разрушенной Хамунаптры.

## В ролях

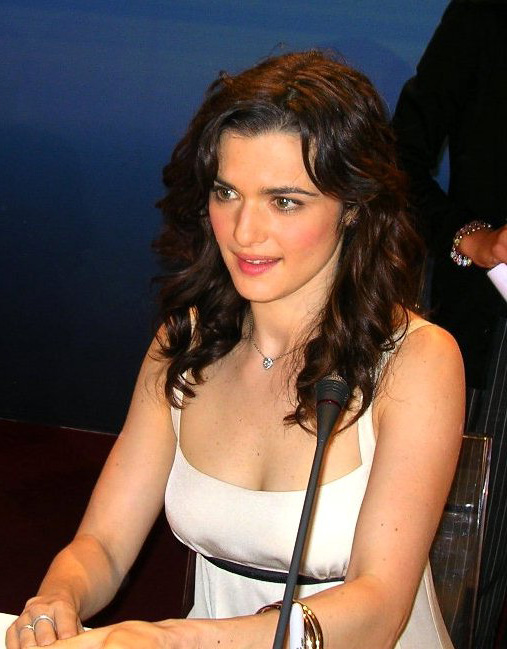
Актриса Рейчел Вайс в 2007 году

| Актёр             | Роль                                                    |
| ----------------- | ------------------------------------------------------- |
| Брендан Фрэйзер   | Капитан Французского Иностранного Легиона Рик О’Коннелл |
| Рэйчел Вайс       | Библиотекарь Эвелин Карнахан                            |
| Джон Ханна        | Джонатан Карнахан                                       |
| Арнольд Вослу     | Верховный жрец и хранитель мёртвых Имхотеп              |
| Кевин О'Коннор    | Бени Габор                                              |
| Одед Фер          | Ардет Бей                                               |
| Джонатан Хайд     | доктор Аллен Чемберлен                                  |
| Эрик Авари        | доктор Терренс Бэй                                      |
| Омид Джалили      | начальник каирской тюрьмы Хасан                         |
| Стивен Данам      | Исаак Хендерсон                                         |
| Кори Джонсон      | Дэвид Дэниелс                                           |
| Так Уоткинс       | Бернард Бёрнс                                           |
| Бернард Фокс      | капитан Уинстон Хейвлок                                 |
| Патрисия Веласкес | Анк-су-намун                                            |
| Шон Кронин        | Верховный жрец                                          |

В фильме имя главной героини Эвелин Карнахан созвучно с именем леди Эвелин Карнарвон, участвовавшей в исследовании гробницы Тутанхамона.

## Производство

### Начальная стадия
У студии «Universal» ушло 9 лет на реализацию проекта — продюсер Джеймс Джекс решил перезапустить знаменитую франшизу ещё в начале 1990-х годов. По первоначальной задумке, фильм должен был стать низко-бюджетным, не превышающим планку в $10 миллионов, хоррором о главе музея искусств, члене культа, пытающегося воскресить мумий. Этот сюжет разработал знаменитый писатель и кинематографист Клайв Баркер, долгое время закреплённый за проектом — картина должна была быть «мрачной и сексуальной», «первоклассным низкобюджетным триллером». У Джорджа Ромера было своё видение проекта — он предлагал снять классический в своём понимании зомби-хоррор. Джо Данте также считался одним из кандидатов на место постановщика — в его версии роль мумии должен был сыграть Дэниэл Дей-Льюис . Многие задумки из сценария, написанного Джоном Сейлесом были реализованы в фильме 1999 года — в частности, история стала более романтичной и динамичной, а также использовала такие элементы, как скарабеи, поедающие плоть. Однако из-за того, что по задумке Данте бюджет должен был вырасти, боссы отказались от его услуг постановщика. Кажется, на том или ином этапе, постановку новой версии классики предлагали всем мэтрам жанра — включая Мика Гарриса и Уэса Крейвена, автора культовых франшиз «Крик» и «Кошмар на улице Вязов». Гаррис, известный экранизациями произведений Стивена Кинга, выбыл из проекта достаточно быстро, а Крейвен и вовсе отказался от предложения.
Лишь в 1997 году Стивену Соммерсу выпал шанс — он мечтал заняться постановкой ремейка ещё в 1993 году, когда только появилась информация о том, что студия собирается вернуть обновлённую классику на экраны. К тому времени, боссы сменили свою стратегию относительно потенциально кассовых хитов, и вскоре 18-страничная концепция Соммерса, которую он назвал «смесью приключений Индианы Джонс и Ясона и аргонавтов», была одобрена и запущена в производство. По словам Соммерса, он хотел воссоздать всё, что ему нравилось в классическом фильме, который он посмотрел в восемь лет, но в гораздо больших масштабах. Бюджет картины возрос с первоначальных $15 миллионов до $80 миллионов.

### Кастинг
Роль Рика О’Коннелла предлагалась Сильвестру Сталлоне. Среди других претендентов — Том Круз, Бен Аффлек, Брэд Питт и Мэтт Деймон.
Роль начальника тюрьмы в фильме стала дебютом для английского комика и актёра Омида Джалили.

### Съёмки
Съёмки первой картины проходили в Маракеше, Марокко с 4 мая 1998 года и длились 17 недель. Затем съёмки перенеслись в пустыню Сахара недалеко от маленького города-оазиса Эрфуд. Последний этап съёмок проходил в Великобритании, где они окончились 29 августа того же года. Съёмкам в пустыне постоянно мешали нестабильная политическая ситуация, песчаные бури, скорпионы, змеи и пауки — членов съёмочной группы постоянно лечили от укусов и обезвоживания. Медики съёмочной группы даже придумали специальный напиток, который помогал организму проще переносить жару — актёры пили его каждые два часа.
Во время съёмок сцены повешения произошёл несчастный случай, в результате которого Брендан Фрейзер перестал дышать. «Ему пришлось делать искусственное дыхание», — с ужасом вспоминает Рейчел Вайс.

### Исторические несоответствия
При создании фильма Стивен Соммерс консультировался с египтологами, но допустил много художественных вольностей.
Действительности соответствует использование египетскими воинами оружия из бронзы, а не из железа, выплавкой которого к периоду, освещённому в сюжете, ещё не овладели.

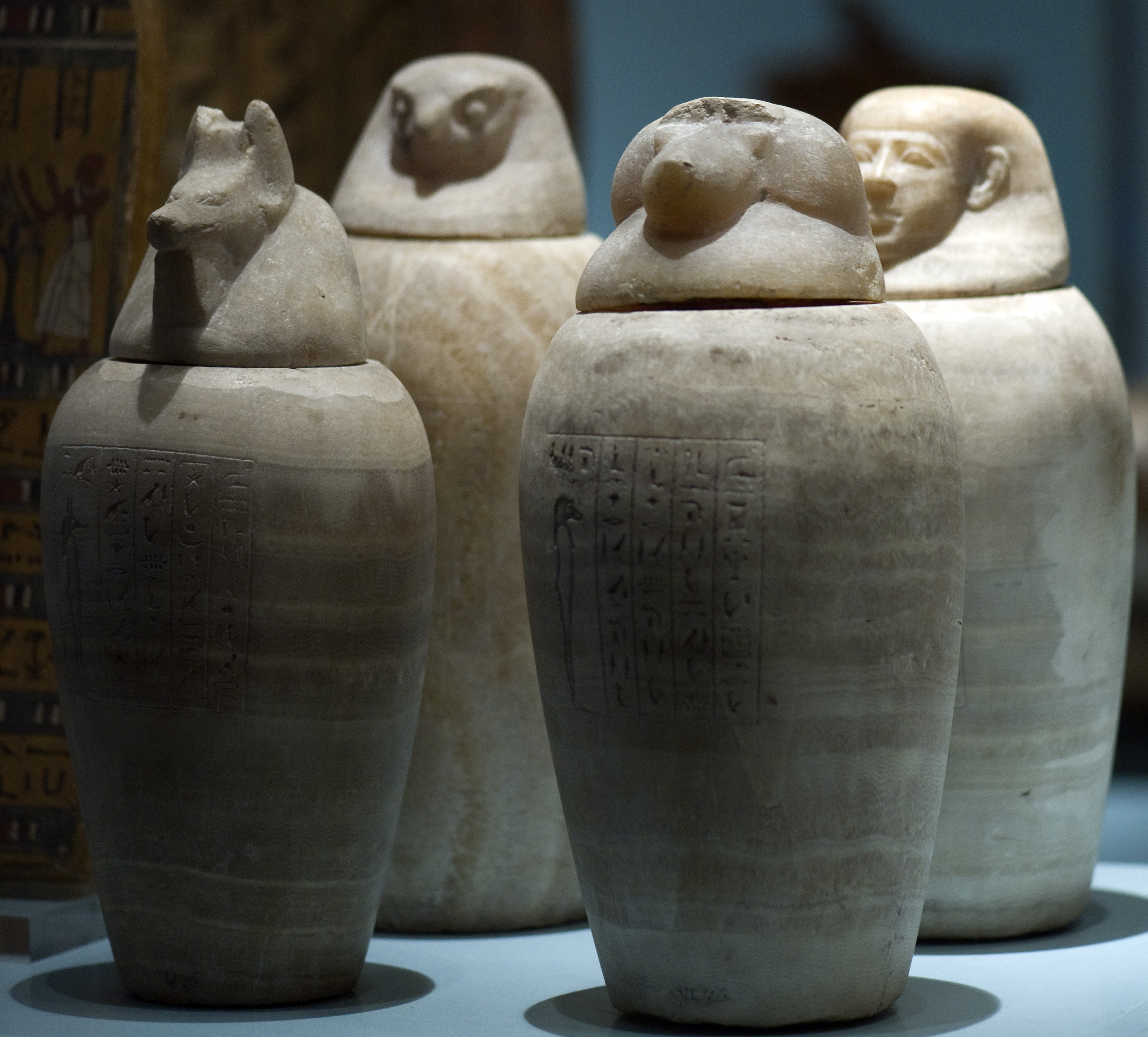
Канопы Хорведжа (ок. 664—525 годы до н. э.). Лейденский музей

В фильме Эвелин называет комнату приготовлений для мумификации Sah-Netjer, хотя такое место называлось Ibu или Ibu en Waab («навес очищения»). Из Ibu мумию затем переносили в помещение Wabet (от слова, означающего «чистота»), где проходило бальзамирование. Процесс мумификации, показанный в фильме, содержит исторические неточности. В действительности было не более 4 каноп (в фильме 5), куда помещались некоторые органы умершего. При этом сердце не помещалось в канопу, но оставлялось в мумии, поскольку, согласно древнеегипетскому поверью, содержало душу. Канопы мог себе позволить только богатый египтянин.
В фильме (как и в варианте 1932 года «Мумия») меджаями названы телохранители фараона, которые существуют к 1920-м годам как секта, защищающая гробницы. В Древнем Египте меджаи были элитной военизированной полицией, служившей также разведчиками и пограничниками на южных рубежах. После XX династии (1189—1077 годы до н. э.) меджаи не упоминаются.
Главный антагонист Имхотеп носит имя древнеегипетского мудреца периода Древнего царства, чати (визиря) фараона III династии (2630—2611 годы до н. э.) Джосера. Таким образом, кинематографический Имхотеп живёт значительно позже Имхотепа реально существовавшего.
Вымышленная Хамунаптра, называемая в фильме «городом мёртвых» не соответствует археологическим данным и, очевидно, отсылает к действительно существующей Долине Царей со множеством гробниц.
В фильме Египетская книга мёртвых показана книгой в единственном экземпляре с магическими формулами, воскрешающими мёртвых. В действительности Книгу мёртвых и её вариации археологи часто находят в древнеегипетских гробницах. Задачей Книги мёртвых было помочь усопшему не воскреснуть для жизни земной, а преодолеть препятствия в загробном мире, чтобы достичь благодатных полей Иалу. Древнеегипетская Книга мёртвых обычно изображалась на свитках папируса, на стенах гробниц или саркофагов, не походя на книгу в современном представлении.

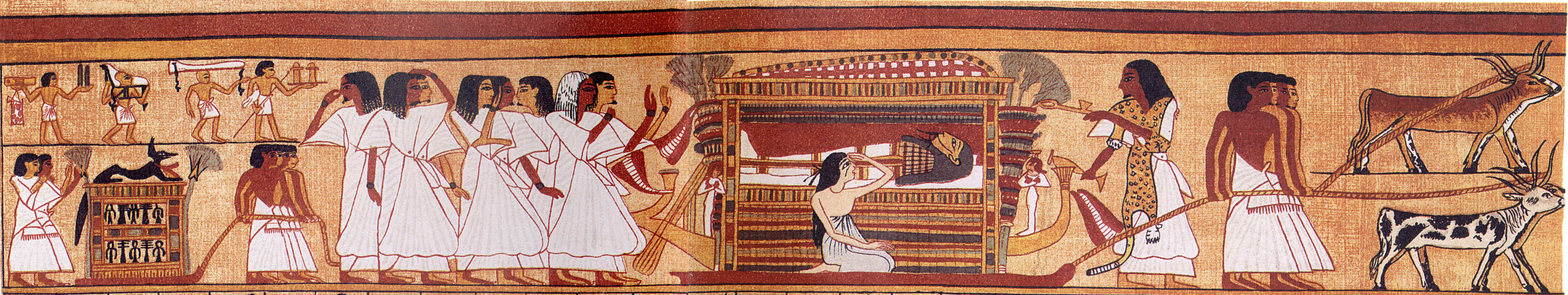
Погребальная процессия. Факсимиле фрагмента Книги мёртвых писца Ани (ок. 1250 год до н. э.)